# Oligosoma hoparatea
Oligosoma hoparatea — вид сцинкоподібних ящірок родини сцинкових (Scincidae). Ендемік Нової Зеландії. Описаний у 2018 році.

## Поширення і екологія
Ophiomorus hoparatea мешкають на горах Харпер та Сомерс на півдні регіону Кентербері на Південному острові. Вони живуть у альпійських чагарниках, на висоті від 1000 до 1250 м над рівнем моря.

## Збереження
МСОП класифікує цей вид як такий, що перебуває на межі зникнення. Oligosoma hoparatea загрожує хижацтво з боку інтродукованих пацюків та горностаїв.